# ويليام واشنطن هاويس
ويليام واشنطن هاويس هو سياسي أمريكي، ولد في 16 فبراير 1887، وتوفي في 1962. نشط حزبياً في الحزب الديمقراطي. وقد انتخب عضو مجلس ولاية داكوتا الجنوبية ‏.